# San Antonio Cosolapa
San Antonio Cosolapa är en ort i Mexiko.   Den ligger i kommunen San Miguel Soyaltepec och delstaten Oaxaca, i den sydöstra delen av landet, 300 km öster om huvudstaden Mexico City. San Antonio Cosolapa ligger 54 meter över havet och antalet invånare är 453.
Terrängen runt San Antonio Cosolapa är kuperad västerut, men österut är den platt. Runt San Antonio Cosolapa är det ganska tätbefolkat, med 100 invånare per kvadratkilometer. Närmaste större samhälle är Isla Soyaltepec, 12,5 km sydväst om San Antonio Cosolapa. Trakten runt San Antonio Cosolapa består till största delen av jordbruksmark.